# George Clancy
George Clancy (ur. 12 stycznia 1977 w Limerick) – irlandzki międzynarodowy sędzia rugby union. Sędziował w Pro12, europejskich pucharach, a także w rozgrywkach reprezentacyjnych, w tym w Pucharze Świata.
W młodości z sukcesami grał w rugby w formacji ataku Bruff RFC oraz St. Munchin's College, w miejscowym klubie uprawiał także hurling. Sędziować w Munster Association of Referees zaczął w roku 1999 za namową ojca, także arbitra, a pierwszy mecz – zakończone bezpunktowo spotkanie zespołów U15 – poprowadził w październiku 2000 roku. W kolejnym sezonie sędziował rozgrywki juniorów, a następnie zaoferowano mu kontrakt, a przyjmując go zrezygnował z czynnego uprawiania sportu. Piął się po szczeblach krajowej hierarchii sędziując spotkania rozgrywek szkolnych i juniorskich oraz w ramach seniorskiej All-Ireland League wraz z ich finałami. Dwukrotnie otrzymywał wyróżnienie dla najlepszego arbitra regionu.
W rozgrywkach Ligi Celtyckiej zadebiutował w październiku 2004 roku, był również arbitrem meczów w ramach europejskich pucharów – w sezonie 2004/2005 zaczął sędziować spotkania European Challenge Cup i Pucharu Heinekena, zaś od sezonu 2014/2015 ich następców – ERCC1. Dwukrotnie prowadził finał European Challenge Cup – w 2009 i 2011 roku.
Zbierał doświadczenie w juniorskich zawodach rangi mistrzostw świata – U-19 2005 i U-21 2006, a także w rozgrywkach rugby 7. Seniorską karierę międzynarodową zapoczątkował testmeczem Urugwaj–USA, wyznaczany był następnie do sędziowania finału Churchill Cup w 2007 roku oraz meczów Barbarians, po czym jego pierwszym meczem z udziałem najlepszych drużyn na świecie był pojedynek RPA–Włochy w czerwcu 2008 roku przyznany mu już po przyjęciu do panelu IRB.
Od 2009 roku był głównym arbitrem w Pucharze Sześciu Narodów. Rok później zaczął natomiast sędziować w Pucharze Trzech Narodów. Poprowadził też jedno spotkanie w Puchar Narodów Pacyfiku 2010.
W kwietniu 2011 roku otrzymał powołanie na Puchar Świata 2011, gdzie w fazie grupowej został wyznaczony do sędziowania dziewięciu meczów, w tym czterech jako główny arbiter. W fazie pucharowej był natomiast arbitrem liniowym w dwóch ćwierćfinałach oraz meczu o trzecie miejsce. Został także nominowany do sędziowania Pucharu Świata 2015.
Nie stronił też od sędziowania rozgrywek szkolnych.
Żonaty z Evelyn.